# Senet
|  | Per a altres significats, vegeu «Senet (desambiguació)». |

Senet de Barravés (o Senet, com se sol dir comunament en l'actualitat) és un poble del nord del terme municipal de Vilaller, a la comarca de l'Alta Ribagorça, que es va constituir en entitat municipal descentralitzada.
El poble està situat a la vall de Barravés, a 1.340 m. d'altitud, a la confluència de la Noguera Ribagorçana amb el barranc de la Baixada, aigües avall del pantà de Senet.
Està comunicat per una pista rural asfaltada amb la carretera nacional N-230 Lleida - Vielha i amb el poble d'Aneto, pertanyent al municipi de Montanui, de la Ribagorça d'administració aragonesa, situat a l'altra banda de la Noguera Ribagorçana.

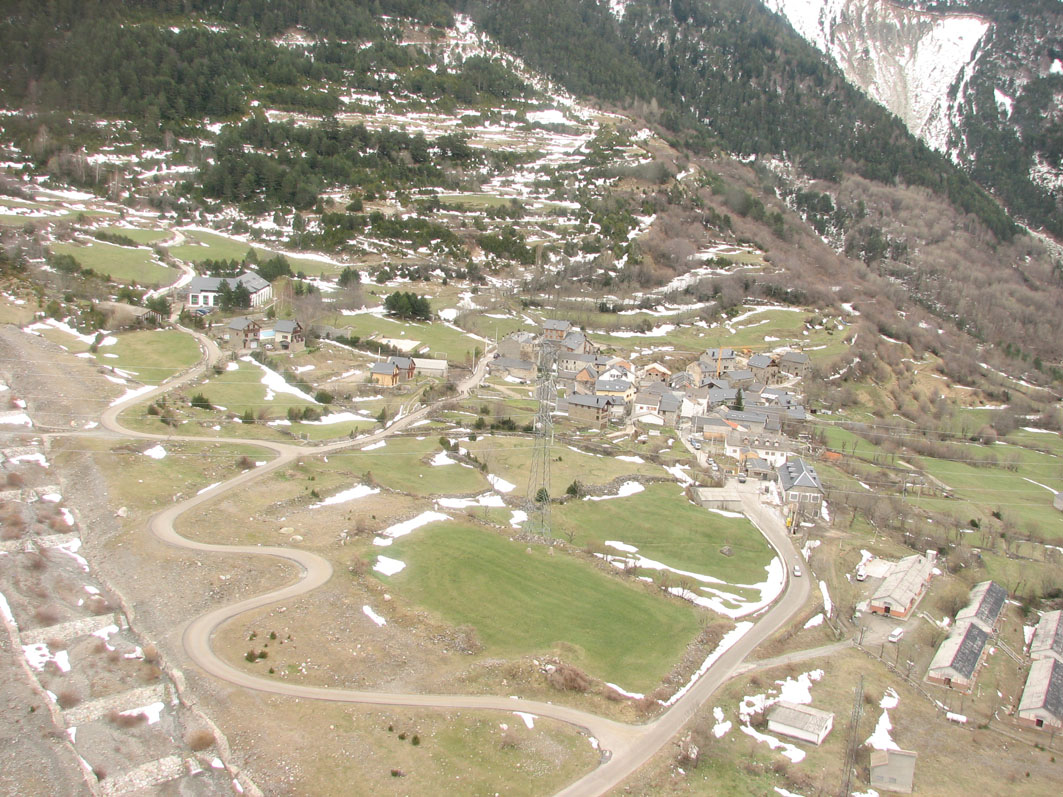
El poble de Senet, amb neu

El clima hi és sever. Té un cens de 92 habitants (2005), la meitat dels quals hi viuen de forma permanent. Hi ha algunes segones residències.
L'església, romànica, dels segles xi-xii, està dedicada a Santa Cecília. La parròquia de Senet pertany al bisbat de Lleida, pel fet d'haver pertangut, a l'edat mitjana, al bisbat de Roda de Ribagorça. Format part de la unitat pastoral 26 de l'arxiprestat de la Ribagorça, i és regida pel rector del Pont de Suert.

## Etimologia
Segons Joan Coromines, en la formació del topònim Senet intervé l'arrel iberobasca sen-, que ha donat molts noms de llocs pirinencs, i el sufix -et, procedent també de l'iberobasc -itze, també freqüent en topònims. La forma antiga de Senet podria ser un Sengitze basc.

## Geografia
La meitat nord del terme de Vilaller, el centre de la qual és Senet, al límit amb la Vall d'Aran, hi ha diverses valls pirinenques de molt d'interès. Les de la part occidental pertanyen administrativament a l'Aragó, dins del terme municipal de Montanui, i les de l'oriental sí que són de Vilaller. Hi destaca el Pantà de Senet, amb la Central de Moralets ran de la presa.
De totes aquestes valls, destaca la vall de Besiberri, amb els pics del mateix nom a la capçalera. És una zona de gran bellesa natural i de fort atractiu per a amants de la natura i de l'excursionisme.
Més amunt de la vall de Besiberri, comença ja el terme municipal de Vielha e Mijaran, que ocupa tota la capçalera de la vall de Barravés.

## Demografia
No es disposen de gaires dades demogràfiques contemporànies de Senet, atès que sempre ha estat agrupat amb Vilaller. El 1981 tenia 182 habitants, i han anat baixant gradualment, com es pot veure al quadre adjunt, fins als 43 del 2001; aleshores es va experimentar un creixement gradual, que va arribar als 130 habitants del 2009, però el 2019 tornava a tenir 40 habitants.
| 1990 | 1991 | 1994 | 1995 | 1996 | 2001 | 2003 | 2005 | 2007 | 2009 | 2011 | 2013 | 2015 | 2017 | 2019 |
| ---- | ---- | ---- | ---- | ---- | ---- | ---- | ---- | ---- | ---- | ---- | ---- | ---- | ---- | ---- |
| 54   | 43   | 43   | 43   | 45   | 43   | 49   | 92   | 108  | 130  | 120  | 68   | 41   | 38   | 40   |

## Història
Senet formava part, a l'edat mitjana, de la vall Super Salientis (per damunt del saltant d'aigües), que fou donada al monestir de Sant Andreu de Barravés el 1085 pel rei aragonès Sanç Ramírez. Per tant, pertanyia al bisbat de Roda de Ribagorça. El poble de Senet apareix documentat per primer cop el 1118, quan Argila, senyor i capellà de la vila de Senet, dona la població a Sant Andreu de Barravés. A causa de problemes de transcripció de documents antics, on algú va llegir Argila, ha de dir Iquila, un prevere perfectament documentat en aquesta mateixa època, que feu diverses gestions a Santa Maria de Lavaix i al priorat de Roda de Ribagorça, i finalment fou promogut a abat o prior (consta amb els dos títols en documents diferents) de Sant Andreu de Barravés el 1092 i 1093.
Al segle xiii, quan ja no existia el bisbat de Roda de Ribagorça, i havia estat convertit en el priorat de Sant Vicenç de Roda, els bisbes de Lleida es van fer amos de la vall de Barravés, per permuta, confirmada el 1380 en un privilegi de Pere el Cerimoniós. La universitat i els homes de Senet foren donats al bisbe de Lleida, en aquest privilegi.
En el Fogatge del 1553 hi consten 13 focs, amb el nom del poble grafiat Sevet (uns 65 habitants).
El 1632, segons es documenta en una làpida de l'atri de l'església de Santa Cecília, el poble fou destruït, o molt afectat, per una gran allau de neu i pedres, i que obligà a refer la mateixa església, a més de tot el poble.
Pascual Madoz inclou Sanet o Senet de Barrabes en el seu Diccionario geográfico... del 1845. Ja fa constar que és un agregat de Vilaller; està situat entre dos barrancs al peu del Pirineu, denominats de la Baixada i Rebaixadero. El clima és fred, però sa. Formaven el poble 25 cases; una font abundant subministra aigua del poble mateix estant. L'església de Santa Cecília és parroquial, i el cementiri és prop del poble. Cita una torre mig derruïda construïda a la Guerra de la Independència Espanyola, a un quart i mig a ponent del poble. Hi parla extensament de la Noguera Ribagorçana, i conclou dient que el terreny de Senet és escabrós, aspre, pedregós i de mala qualitat; a ran del riu, però, hi ha alguns horts i prats de regadiu. Hi havia molt de bosc, però poc aprofitable per l'escabrós que és el terme. S'hi produïa sègol, patates i pocs llegums. S'hi criava bestiar menor, i en els entorns hi havia molts llops. Formaven el poble 10 veïns (caps de casa) i 40 ànimes (habitants).

## Activitat econòmica
La seva economia és basada en la ramaderia (vaques i vedells d'engreix de la classe dita bruna del Pirineu i pastures per a ovelles a l'estiu) i en la fusta de pi negre i faig, avui dia molt compromesa per l'explotació abusiva que pateixen els boscos i les tales destructives.
Hi existeixen també importants instal·lacions hidroelèctriques, com a la major part de les valls del Pirineu i Prepirineu.
Hi va haver la temptativa de construir una nova instal·lació d'aquest tipus –el juliol del 2002– i precisament a la vall de Besiberri, la qual cosa va provocar la reacció dels veïns i la formació d'una associació de caràcter conservacionista (dita La Boixeriga Arxivat 2018-03-17 a Wayback Machine.), que va poder evitar finalment la construcció d'una nova presa i central hidroelèctrica.
Una altra activitat de Senet és que la Societat de Veïns del poble posseeix estives a Bono, i durant molts anys va tenir convenis de pastura amb Barruera. Els boscos de Senet produïen uns 1.000 m³ de fusta a l'any, i hi havia una serradora municipal per a l'autoconsum. També disposa d'un centre d'informació.

## Festes i tradicions

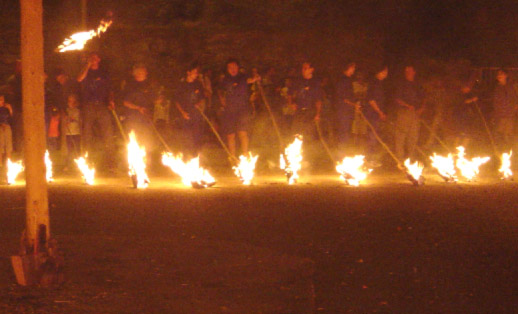
És el foc baixat de la muntanya. Cent falles esperen, per rendir-se a la foguera

Celebra festes dos cops l'any: per Sant Isidre (aplec i cant dels goigs a Estarredono).
A la nit de Sant Joan es baixa el foc des de la muntanya: són les falles, que constitueixen un dels elements comuns de la tradició popular de tota l'Alta Ribagorça, i de bona part del Pallars Sobirà.